# Home (film 2016)
Home  è un film del 2016 diretto da Fien Troch.

## Riconoscimenti
- 2017 - Sindacato belga della critica cinematografica
  - Miglior film a Fien Troch